# Джеррі Райс
Джеррі Лі Райс (англ. Jerry Lee Rice, народ. 13 жовтня 1962 року) — гравець в американський футбол, який виступав на позиції вайд ресивера в Національній футбольній лізі. Вважається одним із найкращих вайд ресиверів в історії НФЛ, так і одним з найкращих гравців в історії НФЛ. 4 листопада 2010 року Райс був обраний НФЛ найкращим гравцем в історії ліги.
Райс є лідером майже в усіх статистичних категоріях серед вайд ресиверів, а також лідером НФЛ за прийомами, прийомами з тачдаунами і ярдами. Він 13 разів брав участь у Про Боулах (1986-1996, 1998, 2002) і 12 разів входив у збірну всіх зірок. Разом з «Сан-Франциско фортинайнерс» він тричі ставав переможцем Супербоула, а з «Окленд Рейдерс» — чемпіоном Американської футбольної конференції.

## Ранні роки
Джеррі Райс народився в Старквіллі (штат Міссісіпі), шостий з восьми дітей в сім'ї, дитинство провів у Кроуфорді (штат Міссісіпі). Його батько, Джо Натан Райс, працював каменярем і Джері з братами часто допомагали батькові. Вже з дитинства Джеррі став захоплюватися американським футболом і виступав за шкільну футбольну команду.

## Професійна кар'єра

### Окленд Рейдерс
Через появу в Сан-Франциско Террела Оуенса і бажання керівництва клубу перебудувати команду й очистити платіжну відомість, вони не продовжили контракт з Райсом і той після закінчення сезону 2000 року перейшов в Окленд Рейдерс. У новій команді він разом з Тімом Брауном сформував найстарший дует ресиверів в НФЛ. Вже у дебютному сезоні в новому клубі Райс зловив 83 пасів на 1139 ярдів і зробив 9 тачдаунів. У 2002 році його показники ще покращилися — 92 спійманих пасів на 1211 ярдів і 7 тачдаунів. За його досягнення він в тринадцятий раз був запрошений взяти участь в Про Боул. Рейдерс в цьому ж сезоні змогли стати переможцями АФК і потрапити в Супербоул XXXVII. У фінальному матчі проти Тампа-Бей Баккенірс Райс зробив 5 прийомів на 77 ярдів і один тачдаун, проте його команда програла з рахунком 48:21.
11 листопада 2002 року в грі проти «Денвер Бронкос» Райс зробив свій 200-й тачдаун в кар'єрі і перевершив досягнення Волтера Пейтона за кількістю пасових ярдів, ставши лідером НФЛ за цим показником.
Після успішного сезону 2002 року, наступного року команда зуміла здобути всього 4 перемоги в чемпіонаті, що призвело до розчарування Райса своєї ролі в команді, і він попросив обміняти його.

### Сіетл Сігокс
В середині сезону 2004 року Райс був обміняний в «Сіетл Сігокс», де став виступати під керівництвом головного тренера Майка Голмгрена, який раніше працював координатором нападу в Сан-Франциско. Хоча в «Сігокс» номер 80 закріплено за членом Зали слави Стівом Ларгентом, Райс отримав від нього дозволу виступати під цим номером.
У матчі проти «Даллас Ковбойз» Райс, спіймавши пас Метта Гассельбека в заліковій зоні суперника, встановив рекорд НФЛ за загальною кількістю ярдів. Всього в цій грі він зловив 8 передач на 145 ярдів і зробив один тачдаун. Матч вайлд-кард проти «Сент-Луїс Ремз», в якому він не зумів зловити пас, став останнім (не враховуючи передсезонних) для Джері в Сіетлі.

### Завершення кар'єри
Наприкінці 2004 року Райс спочатку подумував про підписання однорічного контракту з «Денвер Бронкос», проте потім вирішив, що краще завершити кар'єру, ніж сидіти в глибокому запасі.
19 серпня 2006 року «Сан-Франциско фортинайнерс» оголосили, що підпишуть контракт з Райсом, щоб той міг закінчити кар'єру в своєму першому клубі. 24 серпня він підписав одноденний контракт з «Фортинайнерс» на суму 1 985 806,49 доларів. Дана сума символізувала рік драфту Райса (1985), його номер (80), рік завершення кар'єри (2006) і сам клуб (49). Однак сам контракт був формальним, тому Джеррі реально не отримав ці гроші. 19 вересня у перерві матчу «Фортинайнерс» з «Сіетл Сігокс» пройшла церемонія вшанування Райса.